# Nicolae Bortă
Nicolae Bortă là một cầu thủ bóng đá chuyên nghiệp Moldova hiện đang thi đấu cho Petrocub-Hîncești mượn từ Zimbru Chișinău với vị trí tiền vệ.

## Sự nghiệp bóng đá
Bortă ra mắt thi đấu chuyên nghiệp cho Zimbru ở Divizia Națională ngày 6 tháng 5 năm 2016 đấu với Zaria Bălți, khi vào sân thay người ở phút 54.